# Шилук
Шилук који више воле да буду звани Чоло су народ у јужном Судану из групе Нилота. Овај народ који броји око пола милиона становника настањен је у долини реке Нил између града Кусти на северу и језера Но на југу. Највећи број Шилука живи на западној обали Нила северно од града Малакал у коме се новембра 2006. године водила битка током Другог грађанског рата у Судану. Овај рат је утицао на миграције становништва Шилук народа.
Шилук су трећа етничка група по бројности у јужном Судану иза суседних Динки и Нуера. Њихов поглавар је краљ који се сматра за божанство и потомак хероја Њиканга. Верује се да здравље краља утиче на стање народа. У прошлости је била заступљена строга друштвена хијерахија. Главни град краљевства је Пачодо. Као и већина нилотских народа и Шилук се баве највише сточарством, иако су и пољопривреда и роболов значајни. Велики број Шилука је примио хришћанство, одређени број практикује традицонална веровања, док је мали број прихватио ислам. Иако су се током Другог грађанског рата у Судану држали углавном по страни, ипак су били укључени у борбе 2004. године.
Језик којим говоре се зове Шилук или Док-Чоло и припада западној грани породице нило-сахарских језика.